# John Gormley (homme politique irlandais)
John Gormley, né le 4 août 1959 à Dublin, est un homme politique irlandais. Il est député de 1997 à 2011 et chef du Parti vert de 2007 à 2011.

## Biographie
En 1991, il est élu au conseil municipal de Dublin et occupe la charge de lord-maire de la ville entre juin 1994 et juin 1995.
Il est élu député pour la circonscription de Dublin sud-est lors des élections législatives de 1997, puis est réélu en 2002 et de nouveau en 2007.
Entre le 14 juin 2007 et le 23 janvier 2011, il est ministre de l'Environnement, du Patrimoine et des Affaires locales dans les gouvernements de Bertie Ahern et de Brian Cowen.
Le 17 juillet 2007, il prend la direction du Parti vert. Il perd son siège de député aux élections législatives de 2011 et renonce peu après à la direction de son parti, avant d'être remplacé le 27 mai suivant par Eamon Ryan.